# Зейский уезд
Зейский уезд — административно-территориальная единица (уезд), созданная 15 июня 1922 года в результате разделения Амурской области Дальневосточной республики (ДВР) на уезды. 4 ноября 1922 года Амурская область была преобразована в губернию, а 15 ноября территория ДВР вошла в состав РСФСР. Постановлением Всероссийского центрального исполнительного комитета (ВЦИК) от 18 февраля 1924 года уезд был упразднён, а его территория полностью включена в состав Свободненского уезда. Административным центром уезда являлся город Зея.

## Предыстория
В начале XX века Амурская область представляла собой конгломерат различных территориальных образований: города Благовещенск и Зея-Пристань, Амурский уезд, округ Амурского казачьего войска, Зейский, Амурский и Буреинский горно-полицейские округа, отдельные системы Нижне-Селемджинских, Хинганских и Сутарских приисков, III и IV полицейские участки по постройке средней части Амурской железной дороги, переселенческие подрайоны. В 1908 году вопрос о создании Зейского уезда был поднят военным губернатором Аркадием Валериановичем Сычевским, однако приамурский генерал-губернатор Павел Фёдорович Унтербергер отклонил данное предложение. В 1909 году данное ходатайство было снова подано местными органами власти, а в 1910 году Министерство внутренних дел согласилось на разделение Амурской области на Зейский, Селемджинский и Благовещенский уезды. Однако данные меры так и не были осуществлены.

## История
В результате гражданской войны в России, на территории Забайкальской, Амурской, Приморской, Сахалинской и Камчатской областей 6 апреля 1920 года была создана Дальневосточная республика (ДВР). 23 апреля 1922 года на заседании Амурского областного управления был одобрен проект разделения области на уезды. Законом Правительства Дальневосточной республики 15 июня 1922 года Амурская область была разделена на 4 уезда: Благовещенский, Свободненский, Зейский и Завитинский. Административным центром уезда стал город Зея. 15 ноября территория ДВР вошла в состав РСФСР. По состоянию на 15 мая 1923 года уезд включал в себя две волости, а уже к 1 января 1924 года в составе уезда числилась одна волость. Таким образом в состав уезда входил город Зея, Овсянниковская волость, посёлок Дамбуки и Зейский приисковый район, всего — 35 селений с населением 9 828 человек. 18 февраля 1924 года постановлением Всероссийского центрального исполнительного комитета (ВЦИК) уезд был упразднён, а его территория полностью включена в состав Свободненского уезда: селения Аяк и Гоголевское перешли в состав Шимановской волости, а остальная часть уезда в состав Зейской волости.